# Bunkyō
Bunkyō (文京区?, Bunkyō-ku) è uno dei 23 quartieri speciali di Tokyo, Giappone. Situato al centro dell'area di Tokyo, Bunkyō è un centro residenziale ed educativo. Fin dall'era Meiji ci hanno vissuto eruditi personaggi come Natsume Sōseki, così come politici. Bunkyō, che fu fondato il 15 marzo 1947, ospita il Tokyo Dome, nonché il campus Hongo dell'Università di Tokyo.
Bunkyō, che ha una partnership con la città tedesca di Kaiserslautern nello stato federato della Renania-Palatinato, in Germania, alla data del 1º marzo 2012 ha una popolazione di 193 091 persone, includendo circa 6 500 residenti stranieri, con 103 189 nuclei familiari e una densità di popolazione di 17 072,59 persone per chilometro quadrato. L'area totale è di 11,29 chilometri quadrati.

## Storia

### Periodo pre-moderno
Si pensa che le persone abbiano iniziato a vivere nell'attuale quartiere di Bunkyō circa 18 000 anni fa, durante il Paleolitico. Sono stati identificati siti Jōmon in 28 località del quartiere e sono stati rinvenuti numerosi depositi di conchiglie e ceramiche Jōmon intorno all'altopiano di Hongō.
Nel 1896 (Meiji 29), furono scoperte rovine del tardo periodo Yayoi sul lato est di Hongo Street vicino al Rikugi-en. Il sito si estende tra i confini dei quartieri Toshima e Bunkyō.
L'area faceva parte della provincia di Musashi. Nel Medioevo passò sotto il controllo del clan Uesugi e subì l'influenza di potenti clan come quello degli Ōta e dei Toshima. Durante il periodo Sengoku, l'area passò sotto il controllo del clan Go-Hojo, trasferitosi dalla provincia di Sagami.

### Il primo periodo moderno
Con l'ingresso di Tokugawa Ieyasu a Edo nel 1590, furono costruite residenze di samurai, templi e santuari. Durante il periodo Edo, l'area era costellata di templi e santuari, tra cui la residenza della famiglia Mito Tokugawa, una delle tre famiglie Tokugawa, famosa per Tokugawa Mitsukuni (Mito Kōmon), il tempio Denzu-in, dove fu sepolta la madre naturale di Tokugawa Ieyasu, Oota no Mata, e il tempio Gokoku-ji, costruito per volontà di Keishoin, madre naturale del quinto shogun, Tokugawa Tsunayoshi.
Kasuga no Tsubone, la balia del terzo shogun Tokugawa Iemitsu, e Otowa, una dama di compagnia del palazzo interno, ricevettero in dono degli appezzamenti di terra, per questo "Kasuga" e "Otowa" sono ancora oggi usati come nomi di due distretti del quartiere.
A metà del periodo Edo, gran parte dell'area fu urbanizzata e nella seconda metà del periodo il commercio divenne attivo, con negozi lungo la strada Nakasendō. Nell'era Meiji (1868-1912), vaste aree di terreno furono convertite in sedi universitarie, militari e commerciali.

### Epoca moderna
L'Università di Tokyo completò il suo trasferimento nel sito attuale, rendendo evidente il carattere di Bunkyo come distretto educativo. Nel frattempo, il giardino della residenza della famiglia Mito Tokugawa divenne l'attuale giardino Koishikawa Kōraku-en e il giardino Rikugi-en di Yanagisawa Yoshiyasu, il favorito del quinto shogun Tokugawa Tsunayoshi, fu recuperato e designato luogo nazionale di bellezza paesaggistica, lasciando oggi preziosi spazi verdi nel centro della città.
Nel 1878 (Meiji 11) furono istituiti i distretti di Koishikawa e Hongo. Gli editori si riunirono intorno all'Università Imperiale e molti letterati si trasferirono nella zona, tra cui Tsubouchi Shōyō, Mori Ōgai, Natsume Sōseki e Ichiyō Higuchi.
Nel 1937, sul sito dell'Arsenale dell'Esercito Imperiale Giapponese di Tokyo, fu costruito il Korakuen Stadium (oggi Tokyo Dome) e, con la rinascita del baseball professionistico dopo la guerra, l'area si sviluppò come zona ricreativa.
Nel 1947, i distretti di Koishikawa e Hongo furono fusi per formare Bunkyo-ku.

## Geografia antropica

### Distretti
Il quartiere è diviso in vari distretti:
Area Koishikawa
- Hakusan
- Kasuga
- Koshinata
- Koishikawa
- Kōraku
- Mejirodai
- Otowa
- Ōtsuka
- Sekiguchi
- Sengoku
- Suidō

Area Hongō
- Hongō
- Hon-Komagome
- Mukōgaoka
- Nezu
- Nishikata
- Sendagi
- Yayoi
- Yushima

## Politica e governo
Bunkyo è governata dal sindaco Hironobu Narisawa, un indipendente supportato dal partito Liberal Democratico, dal Partito Democratico del Giappone e da Kōmeitō. Il consiglio cittadino si compone di 34 membri.

## Economia
La casa editrice Kōdansha ha il suo quartier generale in questo distretto, mentre la Kodansha International ha sede nell'Otowa YK Building. Anche la catena di drugstores Tomod's ha sede qui.

## Attrazioni
- Bunkyō Civic Center
- Tempio Denzū-in
- Tempio Gokoku-ji
- Alberi di ciliegio in fiore di Harimazaka
- Palazzo Otowa
- Kisshō-ji
- Museo commemorativo di Kodansha Noma
- Kōdōkan
- Orto botanico di Koishikawa
- Koishikawa Kōraku-en
- Koishikawa Ukiyo-e Art Museum
- Santuario Nezu
- Università di medicina giapponese
- Orugoru no Chiisana Hakubutsukan
- Giardino Rikugi-en
- Giardino Shin-Edogawa
- Cattedrale di Santa Maria (Tokyo)
- Tokyo Dome
- Tokyo Dome City
- Università Toyo
- Università di Tokyo
- Cimitero di Yanaka
- Museo Yayoi
- Yushima Seidō

## Istruzione

### Università e College

#### Statali
- Ochanomizu University
- Università di Tsukuba, campus di Ōtsuka
- Università di Tokyo, campus Hongō
- Università di medicina e odontoiatria di Tokyo

#### Private
- Atomi University
- Juntendo University
- Takushoku University
- Chuo University Engineering department
- Tokyo Woman's Christian University
- Toyo University
- Toyo Gakuen University
- Nippon Medical School
- Japan Women's University
- Bunkyo Gakuin University
- Bunkyo Gakuin College
- International College for Postgraduate Buddhist Studies

### Scuole primarie e secondarie
Le scuole pubbliche, elementari e medie, sono regolamentate dal consiglio di Bunkyo. Le scuole superiori di Bunkyo fanno invece capo all'Ufficio Istruzione del Governo Metropolitano di Tokyo.
- Kogei High School
- Koishikawa High School
- Mukogaoka High School
- Takehaya High School

In più, il Governo Metropolitano controlla anche la Scuola per ciechi e la scuola di istruzione secondaria.

## Infrastrutture e trasporti

### Stazioni ferroviarie
- Ufficio metropolitano del trasporto di Tokyo
  - Metropolitana Toei
    - Linea Mita: 
      - Stazioni Sengoku, Hakusan, Kasuga, Suidōbashi

    - Linea Ōedo:
    - Stazioni Iidabashi, Kasuga, Hongō Sanchōme, Ueno-Okachimachi

- Tokyo Metro
  - C Linea Chiyoda: 
    - Stazioni Sendagi, Nezu, Yushima

  - Linea Marunouchi:
    - Stazioni Shin-Ōtsuka, Myōgadani, Kōrakuen, Hongō-sanchōme, Ochanomizu

  - Linea Yūrakuchō:
    - Stazioni Gokokuji, Edogawabashi

  - Linea Namboku:
    - Stazioni Kōrakuen, Tōdaimae, Hon-Komagome

### Superstrade
Shuto Expressway 
- No.5 Ikebukuro (Takebashi JCT - Bijogi JCT)